# Katádfa
Katádfa is een plaats (község) en gemeente in het Hongaarse comitaat Baranya. Katádfa telt 173 inwoners (2001).